# دوغ فيتش
دوغ فيتش (بالإنجليزية: Doug Fitch)‏ هو فنان أمريكي، ولد في 2 أغسطس 1959 في فيلادلفيا في الولايات المتحدة.

## وصلات خارجية
- الموقع الرسمي